# Jus sanguinis
Jus sanguinis (ook ius sanguinis of Jure sanguinis) is een Latijnse uitdrukking die "het recht van het bloed" betekent. Hiermee wordt een rechtsprincipe aangeduid op grond waarvan men aan het 'bloed' (d.w.z. afstamming) aanspraken ontleent op een bepaalde nationaliteit, die van een ouder of voorouder. Het begrip is van belang in het vreemdelingenrecht. Het Nederlanderschap wordt in beperkte mate door het Jus sanguinis verkregen; Nederlanderschap van een grootouder betekent niet dat men de Nederlandse nationaliteit bezit. In het Duitse recht hebben afstammelingen van Duitsers recht op de Duitse nationaliteit.
Het andere veelvoorkomende principe van het verkrijgen van nationaliteit is het jus soli ("recht van de grond"), dat wil zeggen dat de nationaliteit bepaald wordt door de plaats van geboorte.

## Nationaliteit
In het nationaliteitsrecht is Jus sanguinis een rechtsbeginsel op grond waarvan de nationaliteit van een persoon wordt bepaald door de nationaliteit van zijn of haar (voor)ouders. Staten zoals België en Nederland gaan van dit afstammingsbeginsel uit. Ook de Romeinen gebruikten het ius sanguinis: ongeacht de plaats waar men zich bevond, viel men onder het recht van de eigen nationaliteit.

## Vorstenhuizen
Volgens het Internationaal rechtsbeginsel van het Jus sanguinis kan het hoofd van een voormalig regerend koninklijk huis, of een regerend geslacht dat na of ten tijde van het Congres van Wenen in 1815 regeerde, een ridderorde stichten, verlenen, hervormen en ook in de toekomst blijven verlenen. Men noemt een dergelijke orde een huisorde of dynastieke orde. Regeringen erkennen ook het recht van een hoofd van een dergelijke familie om de agnaten, de leden van zijn familie, een adellijke titel toe te kennen. Over het recht om deze titel ook te ontnemen, bijvoorbeeld bij overgang tot een ander geloof, een morganatisch huwelijk of een huwelijk dat niet ebenbürtig is, is in Duitsland geprocedeerd. De Duitse rechter erkent het bestaan van adeldom niet en hij erkent ook de rechten van een Duits hoofd van een koninklijk huis niet.
Over de rechtmatigheid van de aanspraken op Jus sanguinis door de hoofden van de vorstelijke families wordt vaak getwist. In een aantal families mogen de agnaten niet trouwen met een niet-vorstelijke partner. Doen zij dit wel dan verliezen of zijzelf, of hun nakomelingen het recht om zich hoofd van het Vorstelijk Huis te noemen. Zij verliezen dan ook hun aan het Jus sanguinis ontleende recht om grootmeester van een dynastieke orde te zijn. Deze bepalingen in familiestatuten en familiewetten staan op gespannen voet met het moderne burgerlijk recht, met name dat van Duitsland en van Oostenrijk, republieken die adeldom en oude bepalingen die in strijd zijn met de moderne rechtsgelijkheid niet erkennen.
In Frankrijk erkent de rechter het recht van het hoofd van het voormalig regerend huis Frankrijk, de Graaf van Parijs, Hertog van Frankrijk, hoofd van de Franse tak van het huis Bourbon, om titels toe te kennen aan zijn familieleden. De Franse rechter ontzegt de Graaf van Parijs echter het recht om deze titels ook weer af te nemen wanneer het gedrag van de agnaat hem niet bevalt; meestal gaat het dan om een huwelijk buiten de kring van de (voorheen) regerende families.
Aan het Jus sanguinis ontlenen de hoofden van de regerende families de volgende rechten:
- Zij noemen zich (titulair) koning, groothertog of vorst.
- Zij verlenen adeldom. In ieder geval is hun recht om dynastieke titels in de eigen familiekring te verlenen onomstreden. Hun recht om deze ook weer te ontnemen, bijvoorbeeld in geval van een verandering van godsdienst of een niet ebenbürtig huwelijk is door de burgerlijke rechters in Frankrijk en Duitsland beperkt. In Italië weigeren de rechters zich over dergelijke zaken uit te spreken. In het adelsrecht is het Jus sanguinis van een 'fons honorum' een belangrijk criterium voor de rechtmatigheid van een adellijke titel of een adellijk predicaat.
- Zij verlenen lidmaatschap van hun dynastieke orden en kunnen ook nieuwe ridderorden stichten. Binnen het orderecht is het recht op het verlenen van de niet-dynastieke orden, de moderne orden van verdienste, die door de regeringen werden beheerd, omstreden. Deze orden behoorden tot het domein van de regering, niet dat van de vorst zelve.

Rechten ex Jus sanguinis kunnen niet worden afgenomen door regeringen, een dergelijke ingreep is "ultra vires". 